# Sông Jhelum
Jehlum hay Jhelum (/[invalid input: 'icon']ˈdʒeɪləm/) (tiếng Phạn: वितस्ता, tiếng Kashmir: Vyeth, tiếng Hindi: झेलम, tiếng Punjabi: ਜੇਹਲਮ (Gurmukhi), tiếng Urdu: دریاۓ جہلم (Shahmukhi)) là một sông chảy qua Ấn Độ và Pakistan. Đây là sông lớn nhất và ở cực tây trong số năm sông của vùng Punjab, và chảy qua quận Jhelum. Jehlum là một chi lưu của sông Chenab và có tổng chiều dài 505 mi (813 km).
Jhelum ban đầu là một dòng suối Verinag nằm ở chân Pir Panjal tại phần đông nam của thung lũng Kashmir tại Ấn Độ. Sông chảy qua Srinagar và hồ Wular trước khi vào lãnh thổ Pakistan qua một hẻm núi hẹp và sâu. Sông Kishenganga (Neelum), chi lưu lớn nhất của Jhelum, hợp lưu với nó tại Domel Muzaffarabad, và một chi lưu lớn khác là sông Kunhar thì hợp lưu tại thung lũng Kaghan. Sông sau đó nhận nước từ sông Poonch, và chảy đến hồ chứa tạo ra bởi đập Mangla tại quận Mirpur. Jhelum chảy đến Punjab tại quận Jhelum. Từ đây, sông chảy qua các vùng đồng bằng của Punjab thuộc Pakistan, tạo thành ranh giới giữa Doab Chaj và Sindh Sagar. Sông hợp lưu vào Chenab tại Trimmu thuộc quận Jhang. Chenab hợp lưu với Sutlej đển tạo thành Panjnad rồi đổ vào sông Ấn tại Mithankot.